# 高雄市苓雅區五權國民小學
高雄市立五權國民小學，簡稱五權國小，位於高雄市苓雅區的三多二路、凱旋二路、五權街及英明路中之街區。

## 歷史
五權國小原是日治時期的「青葉國民學校」分班。1942年4月1日，分立為「高雄市曙國民學校」。
1945年國民政府接收台灣後，校名改稱「高雄市第十六國民學校」，1946年9月再改為「五權國民學校」。1947年1月由原本的五塊厝遷至林德官現址，同年2月將草衙、籬子內兩班先後劃入前鎮國民學校。1968年實施九年國民教育後改為現今的五權國民小學。
1984年增設「啟聰班」（提供聽障教學），1989年2月自立幼稚園納入編制。